# Circonscription de Salé-Médina
La circonscription de Salé-Médina est l'une des deux circonscriptions législatives marocaines que compte la préfecture de Salé située en région Rabat-Salé-Kénitra. Elle est représentée dans la Xe législature par Aziz Benbrahim, Mohamed Zouitene, Noureddine Lazrek, et Rachid El Abdi.

## Historique des députations
| Législature | Début de mandat  | Fin de mandat    | Députés élus | Députés élus              | Députés élus | Députés élus             | Députés élus | Députés élus         | Députés élus | Députés élus            |
| ----------- | ---------------- | ---------------- | ------------ | ------------------------- | ------------ | ------------------------ | ------------ | -------------------- | ------------ | ----------------------- |
| IXe         | 26 novembre 2011 | 7 octobre 2016   |              | Abdel-Ilah Benkiran (PJD) |              | Mohamed Zouitene (PJD)   |              | Rachid El Abdi (PAM) |              | Noureddine Lazrek (RNI) |
| Xe          | 8 octobre 2016   | 8 septembre 2021 |              | Abdel-Ilah Benkiran (PJD) |              | Jamaâ El Moâtassim (PJD) |              | Rachid El Abdi (PAM) |              | Noureddine Lazrek (RNI) |
| XIe         | 9 septembre 2021 | ?                |              | Driss Sentissi (MP)       |              | Mhamed Aouad (PPS)       |              | Rachid El Abdi (PAM) |              | Noureddine Lazrek (RNI) |

## Historique des élections

### Découpage électoral d'octobre 2011

#### Élections de 2016
| Parti              | Parti                                         | Voix    | %      | Député(s) élus      |  |
| ------------------ | --------------------------------------------- | ------- | ------ | ------------------- |  |
|                    | Parti de la justice et du développement (PJD) | 36 404  | 50,22  | Abdel-Ilah Benkiran |  |
| Jamaâ El Moâtassim | Parti de la justice et du développement (PJD) | 36 404  | 50,22  |                     |  |
|                    | Parti authenticité et modernité (PAM)         | 11 592  | 15,99  | Rachid El Abdi      |  |
|                    | Rassemblement national des indépendants (RNI) | 8 674   | 11,97  | Noureddine Lazrek   |  |
|                    | Mouvement populaire (MP)                      | 8 008   | 11,05  |                     |  |
|                    | Parti de l'Istiqlal (PI)                      | 3 461   | 4,77   |                     |  |
|                    | Fédération de la gauche démocratique (FGD)    | 2 459   | 3,39   |                     |  |
|                    | Union socialiste des forces populaires (USFP) | 913     | 1,26   |                     |  |
|                    | Union constitutionnelle (UC)                  | 351     | 0,48   |                     |  |
|                    | Mouvement démocratique et social (MDS)        | 134     | 0,18   |                     |  |
|                    | Parti de la renaissance et de la vertu (PRV)  | 127     | 0,18   |                     |  |
|                    | Parti Al Ahd Addimocrati (AHD)                | 125     | 0,17   |                     |  |
|                    | Parti de la réforme et du développement (PRD) | 120     | 0,17   |                     |  |
|                    | Parti de l'unité et de la démocratie (PUD)    | 88      | 0,12   |                     |  |
|                    | Parti démocrate national (PDN)                | 26      | 0,04   |                     |  |
|                    |                                               |         |        |                     |  |
| Inscrits           | Inscrits                                      | 198 363 | 100,00 |                     |  |
| Abstentions        | Abstentions                                   | 125 881 | 63,46  |                     |  |
| Exprimés           | Exprimés                                      | 72 482  | 36,54  |                     |  |

Alors que le parti au pouvoir, le parti de la justice et du développement a investi le chef du gouvernement sortant Abdel-Ilah Benkiran comme tête de liste à Salé-Médina, secondé par l'actuel maire de la ville Jamaâ El Moâtassim, ces derniers remportent deux sièges sur les quatre de cette circonscription, mais démissionnent à la suite de cela. Leurs places ont été cédées à respectivement à Aziz Benbrahim et Mohamed Zouitene.

#### Élections de 2021
| Parti       | Parti                                                       | Voix    | %      | Députés élus      |  |
| ----------- | ----------------------------------------------------------- | ------- | ------ | ----------------- |  |
|             | Rassemblement national des indépendants (RNI)               | 10 893  | 21,35  | Noureddine Lazrek |  |
|             | Parti authenticité et modernité (PAM)                       | 9 768   | 19,14  | Rachid El Abdi    |  |
|             | Parti du progrès et du socialisme (PPS)                     | 7 577   | 14,85  | Mhamed Aouad      |  |
|             | Mouvement populaire (MP)                                    | 5 862   | 11,49  | Driss Sentissi    |  |
|             | Parti de l'Istiqlal (PI)                                    | 5 428   | 10,64  |                   |  |
|             | Parti de la justice et du développement (PJD)               | 4 354   | 8,53   |                   |  |
|             | Union socialiste des forces populaires (USFP)               | 2 359   | 4,62   |                   |  |
|             | Union constitutionnelle (UC)                                | 1 459   | 2,86   |                   |  |
|             | Alliance de la fédération de gauche (AGD)                   | 902     | 1,77   |                   |  |
|             | Parti socialiste unifié (PSU)                               | 811     | 1,59   |                   |  |
|             | Parti de l'unité et de la démocratie (PUD)                  | 545     | 1,07   |                   |  |
|             | Mouvement démocratique et social (MDS)                      | 497     | 0,97   |                   |  |
|             | Parti de l'environnement et du développement durable (PEDD) | 244     | 0,48   |                   |  |
|             | Parti de la liberté et de la justice sociale (PLJS)         | 139     | 0,27   |                   |  |
|             | Parti de l'Espoir (PE)                                      | 74      | 0,15   |                   |  |
|             | Parti des Néo-Démocrates (PND)                              | 58      | 0,11   |                   |  |
|             | Parti de l'équité (PRE)                                     | 54      | 0,11   |                   |  |
|             |                                                             |         |        |                   |  |
| Inscrits    | Inscrits                                                    | 193 639 | 100,00 |                   |  |
| Abstentions | Abstentions                                                 | 142 615 | 73,65  |                   |  |
| Exprimés    | Exprimés                                                    | 51 024  | 26,35  |                   |  |